# Heather French Henry
Heather French Henry, née le 29 décembre 1974, est une styliste américaine, couronnée Miss Kentucky (en) 1999, lors de sa 5e participation, puis Miss America 2000. Elle est également une militante pour la défense des anciens combattants sans-abris.

### Source de la traduction
- (en) Cet article est partiellement ou en totalité issu de l’article de Wikipédia en anglais intitulé « Heather French Henry » (voir la liste des auteurs).